# Сорокино (Старооскольский городской округ)
Сорокино — село в Старооскольском городском округе Белгородской области. Центр Сорокинской сельской территории.

## География
Расположено на правом берегу реки Оскол в 8 км к югу от центра Старого Оскола и в 2,5 км к западу от железнодорожной станции Котёл (на линии Елец — Валуйки).
Земельные ресурсы села представлены чернозёмными и песчаными почвами, иногда глинистыми. В окрестностях находятся богатейшие запасы песка, глины и мела.

## История
Заселение края можно разделить на три этапа: первый до 1616 г., второй до середины XVII века и третий — вторая половина ХVII столетия. На первом этапе село относилось к Окологороднему стану Оскольского уезда. Первое название его было Подгорная Поляна, располагалось оно под высоким мысом у реки Оскол, что и определяло его название. Ранее на возвышенности стоял Усть-Ублинский острожек. Позже селение получило приставку Сорокино — по фамилии первых жителей Ивана, Дмитрия и Тимофея Сорокиных.
Продолжается заселение края на втором этапе ХVII столетия. Село остается в Окологороднем и Чуфичевским станах.
В конце XVIII и нач. XIX столетия происходят территориальные изменения в уезде, Сорокино относилось к Долгополянской волости. Старооскольский уезд являлся юго-восточной частью Курской губернии. Село Сорокино (Подгорная Поляна) имело к тому времени 98 дворов, 642 жителя, два хлебозапасных магазина и винную лавку.
В период с 1900 по 1914 годы сохранились все звенья местной администрации, утверждается земское управление. В 1904 году, с открытием телефонно-телеграфного ведомства, некоторые поселения подключили к телефонной сети, в том числе и Сорокино.

### Советский период
В декабре 1917 года избран революционный Совет, в Сорокино советская власть была установлена в конце того же года. По решению уездного Совета принят приказ о строжайшем учёте хлеба, об изъятии его излишков для Красной Армии и голодающего населения. Создаются комбеды. В 1918 году создаются партийные организации и партячейки.
С июля 1928 года Сорокино — центр Сорокинского сельсовета в Старооскольском районе. В 1931 году создан колхоз «Красный партизан».
С июля 1942 года по 27 января 1943 года село находилось в оккупации. За месяцы оккупации селу был нанесён большой ущерб. Зимой 1942—1943 гг. в здешних местах шли жестокие бои, а 27 января 1943-го Сорокино и соседнее село Соковое освободила 6-я лыжная бригада 25-й гвардейской стрелковой дивизии.
В 1945 году на территории действовали два колхоза — «Победитель» и «Герой», названный в честь Героя Советского Союза Петра Болтенкова (председателем избран сам Болтенков П. М.).
6 августа 1972 года в селе Сорокино в районе поселения Аксёновка произошёл пожар, загорелся сосновый лес, огонь перекинулся на хозяйственные постройки колхоза. В результате огнём было уничтожено большинство жилых домов села Аксеновка.
В 1983 году введён в строй водопровод. В 1985 году от Старого Оскола до села проложена дорога с твёрдым покрытием, налажено автобусное сообщение.

### Российская Федерация
В настоящее время Сорокинская сельская территория преобразована в управление Сорокинской сельской территории. В 2011 году были введены в эксплуатацию ряд социально значимых объектов, в их числе: новая современная школа на 120 учащихся, современный детский сад на 55 мест, новый современный дом культуры на 140 мест. В здании дома культуры также размещена музыкальная школа, библиотека и кабинет участкового. В 2011 году была установлена и введена в эксплуатацию водонапорная башня на 160 куб. метров.
7 июля 2014 года состоялось освящение часовни во имя Пророка, Предтечи и Крестителя Господня Иоанна у родника южнее села Сорокино.

## Население
| 2002 | 2010 |
| ---- | ---- |
| 650  | ↘582 |

## Известные уроженцы
- Болтенков, Пётр Михайлович — (18 июня 1908 — 18 февраля 1986) — лейтенант Советской Армии, участник Великой Отечественной войны, Герой Советского Союза (1944).